# تپه حیدرآباد (تپه چالگی)
تپه حیدرآباد (تپه چالگی) مربوط به هزاره اول قبل از میلاد است و در گرگان، ۱۲ کیلومتری غرب شهر واقع شده و این اثر در تاریخ ۲۳ فروردین ۱۳۴۶ با شمارهٔ ثبت ۷۴۲ به‌عنوان یکی از آثار ملی ایران به ثبت رسیده است.